# دايفيد كولمان
دايفيد كولمان (بالإنجليزية: David Coleman)‏ هو عالم سكان بريطاني، ولد في 1946.